# Fantomová končetina
Fantomová končetina je pocit, že amputovaná nebo chybějící končetina (nebo dokonce orgán jako slepé střevo) je stále ještě připevněná k tělu a pohybuje se přiměřeně ke zbytku těla. Fantomové pocity má po amputaci přibližně 60–80 % jedinců. Většinou jde o pocity bolestivé. Fantomové pocity mohou také nastat po odstranění jiných částí těla, než jsou končetiny – např. po amputaci prsu, extrakci zubu (fantomová bolest zubu) nebo odstranění oka (syndrom fantomového oka). Chybějící končetiny se často zdají kratší a někdy také jako by byly v jakoby pokřivené a bolestivé pozici. Bolest někdy zhoršuje stres, úzkost, a změny počasí. Bolest fantomové končetiny je většinou jen občasná, přičemž četnost a intenzita útoků obvykle s časem klesá.
I když ne každá fantomová končetina je bolestivá, pacienti někdy mají pocit, že s ní gestikulují, cítí v ní mravenčení a dokonce se s ní pokoušejí uchopit předměty. Ramachandran a Blakeslee popisují, že u některých lidí reprezentace končetiny neodpovídá tomu, jaká by končetina být měla. Jedna pacientka například udává, že její fantomová ruka je asi „o 15 centimetrů kratší“.
Něco trochu jiného je fantomová bolest. Tu mohou zažívat i lidé, kteří se narodili bez končetin a lidé ochrnulí. Obvykle ji způsobují nervy, které by jinak inervovaly chybějící končetinu. Někteří lidé popisují fantomovou bolest jako pálivou, zatímco jiní mluví o pocitech tepla, chladu, svrbění, píchání, tlaku nebo brnění.Dokonce někteří lidé ji popisují jako rozříznutí nohy, ale většina těchto informací je invidualní.

## Neurologický základ

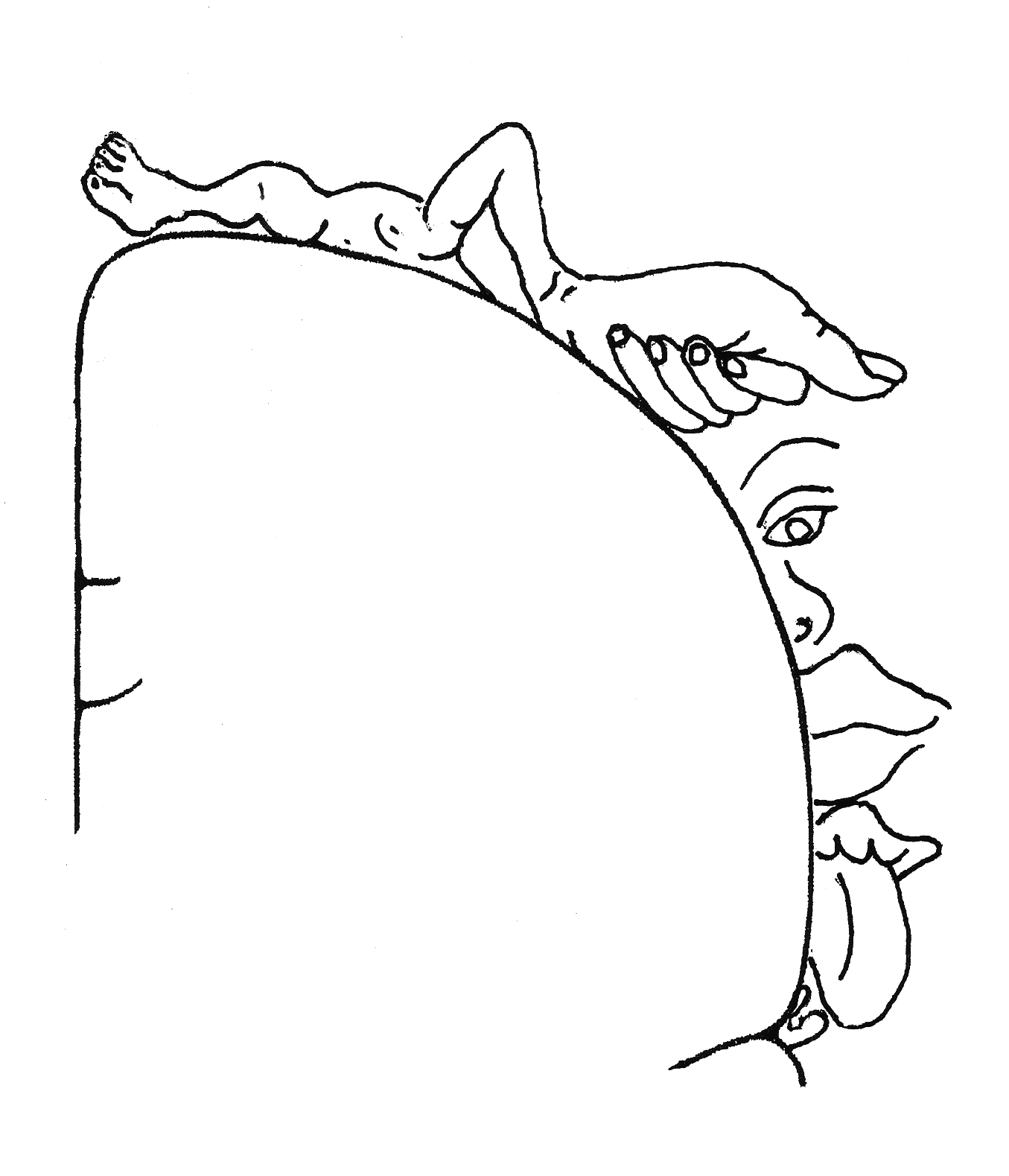
Senzorický a motorický homunkulus. Pro vysvětlení původu fantomových končetin je klíčové, že v něm sousedí reprezentace obličeje s reprezentací paže.

Donedávna převažující teorie považovaly za příčinu fantomových končetin podráždění nervových zakončení (neuromů) v místě amputace. Po amputaci zůstane na pahýlu končetiny mnoho přerušených nervových zakončení. Ty se mohou zanítit. Uvažovalo se, že by mohly vysílat nestandardní signály, které by mozek interpretoval jako bolest. Léčba založená na takových teoriích však většinou selhávala. V extrémních případech provedli chirurgové druhou amputaci, zkracujíce pahýl v naději, že odstranění zanícených nervových zakončení přinese pacientovi dočasnou úlevu od fantomové bolesti. Bolesti se však naopak zvýšily. Mnoho pacientů po takové operaci cítilo jak původní fantomovou končetinu, tak nový fantomový pahýl, který byl též bolestivý. Někdy chirurgové dokonce odřízli smyslové nervy vedoucí do míchy nebo, v extrémních případech, dokonce odstranili část talamu, která přijímá smyslové vjemy z těla.
Na konci 80. let usoudil Ronald Melzack, že teorie periferních neuromů nemůže být správná. Ve své studii, „Fantomové končetiny, já a mozek“ z roku 1989 navrhl teorii neuromatrice (neuromatrix). Podle Melzacka je zkušenost těla tvořena širokou sítí propojených struktur neuronů. V roce 1991 prokázal Tim Pons a jeho kolegové z National Institutes of Health, že po ztrátě přísunu smyslových informací dojde v primárním somatosenzorickém kortexu k podstatné reorganizaci. Když se o jejich výsledcích doslechl Vilayanur S. Ramachandran, přišel s teorií, že pocit fantomové končetiny by mohl být důsledkem této reorganizace somatosenzorického kortexu, který je umístěn v gyrus postcentralis (primární motorické oblasti mozku), a který zpracovává vstup z těla a končetin. Ramachandranův tým demonstroval tuto teorii experimentem, při kterém hlazení různých části obličeje bylo vnímáno jako dotek na různých částech chybějící končetiny.
Podle Ramachandrana bylo vnímání dotyku na různých částech fantomové končetiny percepčním korelátem reorganizace mozkové kůry. Nicméně výzkum, který v roce 1995 publikoval Flor a kol., ukázal, že je to bolest, a ne pocity, co percepčně odpovídá kortikální reorganizaci. V roce 1996 publikoval Knecht a kol. analýzu Ramachandranovy teorie. Jejím závěrem bylo, že neexistuje topografický vztah mezi uvedenými pocity a kortikální reorganizací primárních oblastí kortexu. Jejich poslední publikovaný výzkum pak naznačuje, že nebolestivé pocity se pojí s širokou sítí neuronů mimo primární oblasti mozkové kůry.

## Současný výzkum
V roce 2009 Lorimer Moseley a Peter Brugger provedli experiment, ve kterém dali sedmi pacientům po amputaci paže za úkol, aby pomocí vizuálních představ zkroutili své fiktivní končetiny do nemožných postavení. Čtyřem ze sedmi subjektů se nemožných pozic fantomové končetiny podařilo dosáhnout. Zdá se, že modifikovali reprezentaci svých fantomových končetin v mozku a vyprodukovali motorické příkazy k provedení nemožných pohybů bez zpětné vazby ze strany těla. Autoři k tomu říkají: „Tohle zjištění rozšiřuje naše chápání plasticity mozku, protože je důkazem, že hluboké změny v mentální reprezentaci těla mohou být vyvolány čistě vnitřními mechanizmy mozku – mozek skutečně mění sám sebe.“
V roce 2012 publikovali V. S. Ramachandran a Paul McGeoch případ 57leté ženy (označené iniciály RN), která se narodila s deformovanou pravou rukou skládající se z pouhých tří prstů a rudimentárního palce. Po autonehodě v 18 letech jí deformovanou ruku amputovali, po čemž následovaly pocity fantomové ruky. Fantomová ruka byla pociťována se všemi pěti prsty, ač některé z nich byly zkrácené. 35 let po nehodě začala ženu její fantomová ruka nesnesitelně bolet. McGeoch a Ramachandran začali RN léčit metodou vizuální zpětné vazby pomocí své zrcadlové krabice. RN ji užívala po dobu 30 minut denně. Odraz její zdravé levé ruky byl promítán na místo, kde cítila fantomovou pravou ruku. Po dvou týdnech se naučila fiktivními prsty hýbat a bolest ustala. Klíčové je, že všech pět fantomových prstů nyní pociťuje jako mající normální délku. Podle Ramachandrana a McGeocha tento případ dokazuje, že v mozku je vrozená (pevně zakódovaná) šablona pro plně vyvinutou ruku.
V roce 2012 byl proveden experiment, který prokázal, že pohyby fantomových končetin jsou „skutečné“ pohyby, protože při nich dochází k aktivaci motorických center v mozku. Pacienti mohou rovněž imaginárně pohybovat svými stínovými končetinami, tyto pohyby nicméně nevedou k pocitu, že fantomová končetina změnila pozici. Tento výzkum naznačuje, že když lékaři užívají motorický výcvik, aby ulevili pacientům od bolesti, musí rozlišovat mezi imaginárními a skutečnými pohyby fantomové končetiny.

## Fantomová bolest končetin
Fantomová bolest končetin je komplexní jev, který zahrnuje širokou škálu příznaků od mravenčení a svědění po pálení a bolesti. Během posledních dvaceti let přišli vědci s řadou teorií, které se jej pokoušely vysvětlit. Tři nejvýznamnější z nich jsou: 1) maladaptivní změny v primárním smyslovém kortexu po amputaci (maladaptivní plasticita), 2) konflikt mezi signály z amputované končetiny (propriocepce) a vizuálních informací, která slouží k vysílání motorických do chybějící končetiny, 3) živé vzpomínky pozice končetin, které se objeví po amputaci.

## Léčba

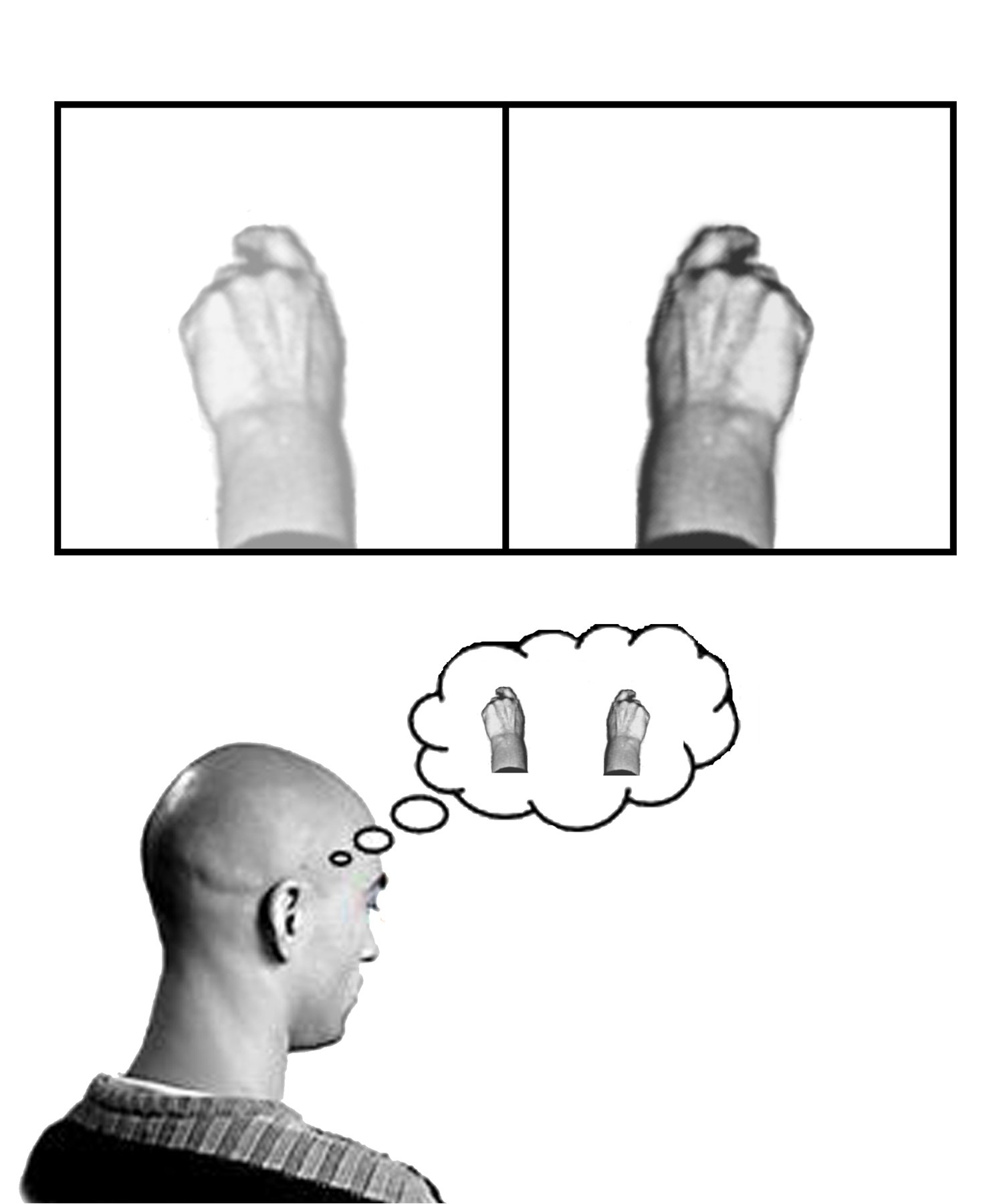
Diagram zrcadlové krabice. Pacient umístí zdravou končetinu do jednoho oddílu krabice (v tomhle případě ruku pravou) a amputovanou končetinu do druhého. Díky zrcadlu vidí pacient odraz zdravé ruky na místě té chybějící (naznačenou nižším kontrastem). Pacient tak dostává vizuální zpětnou vazbu, které mu říká, že pohybuje „znovunalezenou“ končetinou, když se pohne ta zdravá.

Většina přístupů k léčbě v průběhu uplynulých dvou desetiletí nedosáhla konzistentního zlepšení symptomů. Léčebné postupy zahrnovaly léky (např. antidepresiva), stimulaci míchy, vibrační terapii, akupunkturu, hypnózu, a biofeedback.
V roce 2006 došla Hera Flor z Oddělení klinické neurovědy Univerzity v Heidelbergu k závěru, že „několik studií, včetně velkých průzkumů pacientů po amputaci, ukázalo, že většina metod léčby fantomovým bolesti končetin, které máme dnes k dispozici (od analgetik a antidepresiv až po stimulaci), jsou neúčinné a neberou v úvahu mechanismy, které jsou základem produkce bolesti“.
Jednou z možností, která získala velkou pozornost veřejnosti, je zrcadlová krabice, kterou vyvinul Vilayanur Ramachandran a kolegové. Díky použití umělé vizuální zpětné vazby dává pacientovi možnost „přesunout“ fantomový úd a vyprostit jej z potenciálně bolestivých poloh. Opakovaný výcvik vedl u některých pacientů k dlouhodobému zlepšení a v jednom výjimečném případě dokonce k úplnému odstranění fantomové končetiny mezi rukou a ramenem (takže fantomová ruka vyrůstala z ramene).
Stupňovaná motorická imaginace (která může zahrnovat zrcadlovou terapii) a výcvik senzorického rozlišování se v poslední době zdají být slibnými léčebnými nástroji při řešení patologické bolesti. Lorimer Mosely, který metodu stupňované motorické imaginace vyvinul, však vybízí ke zdrženlivosti: „Přestože přibývá důkazů, že metody léčby, jako je motorická imaginace a výcvik senzorického rozlišování se v poslední době zdají být slibnými léčebnými nástroji při řešení patologické bolesti, potřebujeme další studie, které potvrdí dosavadní výsledky a osvětlí mechanismy, které za nimi stojí.“